# سورابایا
سورابایا دومین شهر بزرگ کشور اندونزی و مرکز استان جاوهٔ شرقی است. این شهر در ساحل شمالی جاوهٔ شرقی و بر دهانهٔ رود ماس و گوشهٔ تنگهٔ مادورا واقع شده است.
این شهر از شلوغ‌ترین بنادر اندونزی است و از صادرات رسمی آن می‌توان به شکر، تنباکو و قهوه اشاره کرد. این شهر دارای کارخانهٔ کشتی سازی بسیار بزرگ و چندین مدرسهٔ ویژهٔ نیروی دریایی است.
نام سورابایا از واژه‌های سورا (به معنی کوسه) و بایا (به معنی تمساح) می‌آید. در اسطوره‌های محلی معروف است که این دو حیوان بر سر عنوان «قوی‌ترین حیوان منطقه» نبرد می‌کرده‌اند. امروز این دو حیوان نشان رسمی شهر را تشکیل می‌دهند.

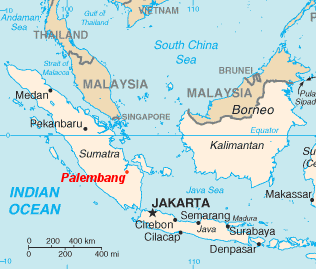

برخی ساکنین این شهر، ایرانی و از ارامنه اصفهانی هستند که از ایران به هند و سپس به این شهر مهاجرت کرده اند.